# جی باس سیم
جِی‌باس سیم (انگلیسی: JBoss Seam) یک چارچوب نرم‌افزاری تحت وب است که توسط جِی‌باس -شاخه‌ای از رد هت- توسعه داده شده است.